# Soumaa
Soumaa là một đô thị thuộc tỉnh Blida, Algérie. Dân số thời điểm năm 2002 là 31.451 người.